# 840

## أحداث
- تانغ وو زونغ يصبح امبراطوراً للصين.

## مواليد
- ثيودور الثاني
- جعفر بن علي الهادي
- كليمنت الأوخريدي
- لوسيديو ڤيمارنس
- ميخائيل الثالث
- يعقوب بن الليث الصفار يعقوب بن الليث الصفار من الحضارة الساسية القديمة .

## وفيات
دماذ
- لويس الورع